# Aglaé Giorgio
Aglaé Ernesta Giorgio -conocida simplemente como Aglaé- (Curitiba, 15 de diciembre de 1930-2006) es una exjugadora brasileña de baloncesto que ocupaba la posición de pívot y alero.
Fue parte de la Selección femenina de baloncesto de Brasil con la que alcanzó la medalla de bronce en los Juegos Panamericanos de 1955 en Ciudad de México; además, fue vencedora del Campeonato Sudamericano de Baloncesto femenino adulto de Brasil 1954 y Perú 1958, y participó del equipo que alcanzó el cuarto lugar en el Campeonato Mundial de Baloncesto Femenino de 1953 realizado en Chile.